# Mill Ends Park

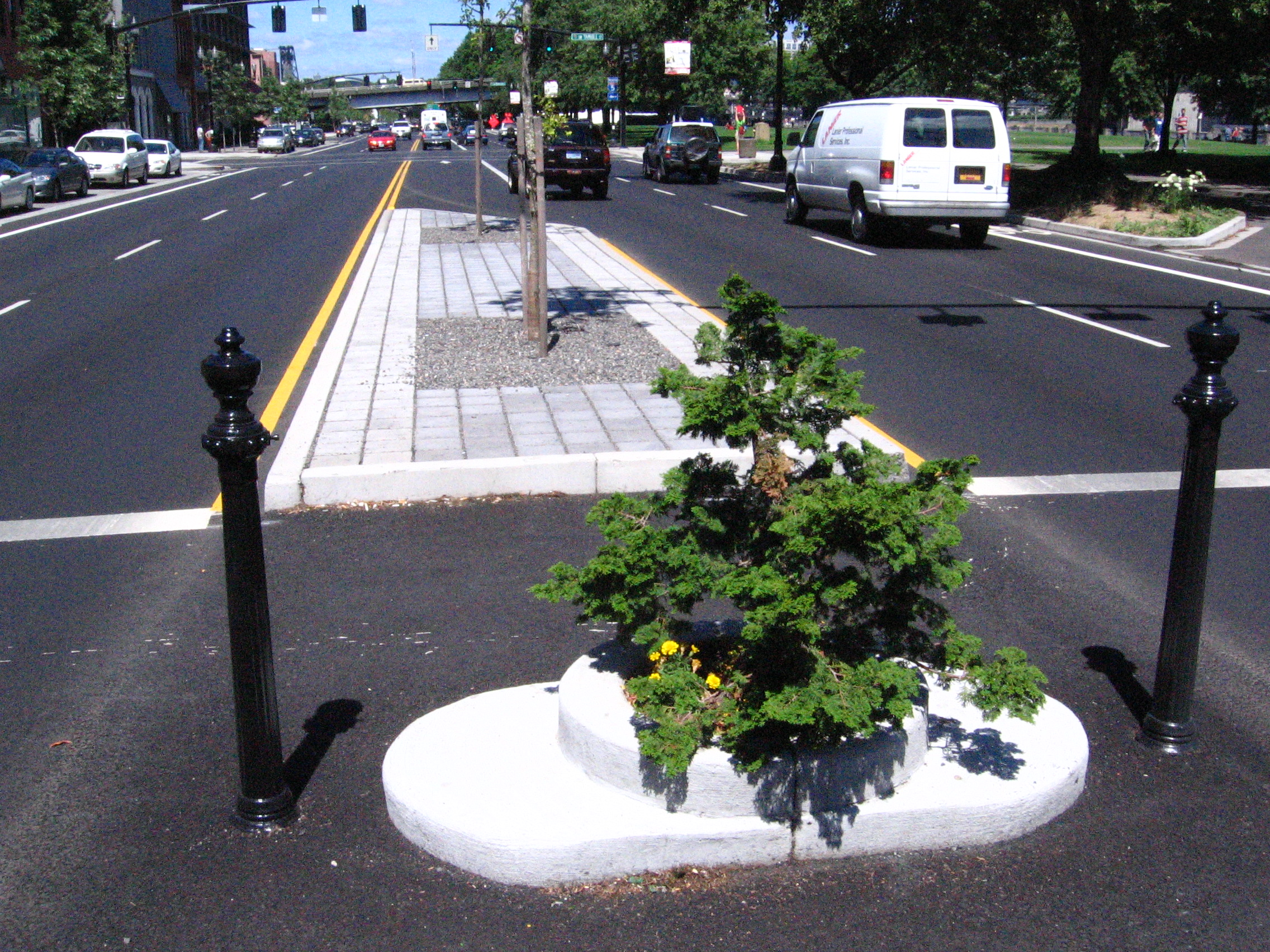
Mill Ends Park (2007), der kleinste Park der Welt

Der Mill Ends Park ist eine winzige Parkanlage in Portland (Oregon, Vereinigte Staaten) im Stadtteil Downtown an der Kreuzung von SW Taylor Street und SW Naito Parkway. Bis Anfang 2025 hielt er den Guinness-Weltrekord des kleinsten Parks der Welt. Diesen Rekord hält nun ein Park in Japan.

## Historie
Der Park war vormals ein ungenutzter ovaler Sockel mit einem Loch von 60 Zentimetern Durchmesser auf dem Mittelstreifen einer Straße. In der Zeit vor 1948 war der Sockel als Standort für einen Laternenmast vorgesehen. Als dieser nicht errichtet wurde, pflanzte Dick Fagan († 1969), ein Journalist des Oregon Journal, dort Blumen. In seiner regelmäßig erscheinenden Kolumne Mill Ends begann er, über Ereignisse im Park und eine dort ansässige Gruppe Kobolde zu berichten.
Am Saint Patrick’s Day im Jahr 1976 wurde Mill Ends Park ein offizieller Park der Stadt Portland.

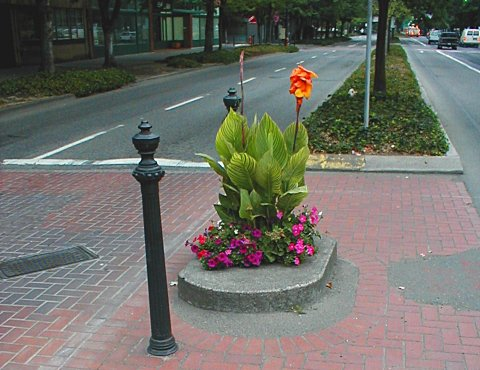
Mill Ends Park (2004), noch vor dem Straßenumbau 2006

Während des Straßenumbaus im Jahr 2006 wurde der Park vorübergehend entfernt. Im März 2007 wurde er wiedererrichtet und das kleine Oval zugunsten des Fußgängerverkehrs nun quer zur Straßenachse ausgerichtet.
Die Fläche des Parks beträgt 0,3 m². Er wird häufig neu bepflanzt oder umdekoriert. Attraktionen des Parks waren unter anderem schon ein Swimmingpool für Schmetterlinge oder ein Miniaturriesenrad, das mit einem normal großen Kran angeliefert wurde.